# Уравнение состояния Роуза — Вине
Уравнение состояния Роуза — Вине представляет собой набор уравнений, используемых для описания уравнения состояния твёрдых тел. Оно является модификацией уравнения состояния Бёрча — Мурнагана. Уравнение Роуза — Вине иногда называют «универсальным уравнением состояния», ссылаясь на то, что оно позволяет удовлетворительно моделировать сжатие различных твёрдых тел с очень разными химическими связями и сжимаемостью. По сравнению с другими классическими уравнениями состояния, уравнение Роуза — Вине даёт действительные потенциалы для всех значений параметров упругости для материалов с высоким K′ (например, газы или жидкости).
Уравнение зависит только от четырёх параметров: 1) изотермического модуля всестороннего сжатия {\displaystyle B_{0}}, 2) производной по давлению {\displaystyle B_{0}'}, 3) объёма {\displaystyle V_{0}}, 4) теплового расширения. Всё оценено при нулевом давлении ({\displaystyle P=0}) и одной (эталонной) температуре.
Пусть кубический корень удельного объёма будет
{\displaystyle \eta =\left({\frac {V}{V_{0}}}\right)^{\frac {1}{3}}}
тогда уравнение состояния:
{\displaystyle P=3B_{0}\left({\frac {1-\eta }{\eta ^{2}}}\right)e^{{\frac {3}{2}}(B_{0}'-1)(1-\eta )}}
Аналогичное уравнение было опубликовано в 1981 году Ф. Д. Стейси и др.